# Hopper: El polletllebre
Hopper: El polletllebre (originalment en anglès, Chickenhare and the Hamster of Darkness) és una pel·lícula de comèdia d'aventures animada per ordinador del 2022 produïda per nWave Pictures i dirigida per Ben Stassen i Benjamin Mousquet; està basat en la novel·la gràfica Chickenhare de Chris Grine. La pel·lícula segueix les aventures i el pas a la majoria d'edat d'en Hopper, un heroi únic nascut meitat pollastre i meitat llebre, que té ganes d'encaixar i convertir-se en un aventurer malgrat les seves diferències. El 28 d'octubre de 2022 es va estrenar la versió doblada al català.

## Sinopsi
A en Hopper li diuen “polletllebre” perquè és meitat pollet i meitat llebre. Adoptat per un famós aventurer, en Hopper haurà de mostrar el seu valor per ser acceptat malgrat ser diferent. Juntament amb els seus fidels amics s'embarca en una emocionant aventura a la recerca del “Hàmster de la Foscor”, el tresor més important de tots els temps. La missió es complicarà en haver de superar tres proves mortals.